# Taxandria floribunda
Taxandria floribunda là một loài thực vật có hoa trong Họ Đào kim nương. Loài này được (Turcz.) J.R.Wheeler & N.G.Marchant mô tả khoa học đầu tiên năm 2007.